# シーザー・ミラン
- セサール・ミラン

シーザー・フェリペ・ミラン・ファベーラ (Cesar Felipe Millan Favela) は、アメリカ合衆国のドッグトレーナー、テレビ番組のエグゼクティブ・プロデューサー。
メキシコのクリアカン出身のメキシコ系アメリカ人。カリフォルニア州サンタクラリタ在住。

## 来歴
1969年、メキシコの農場に生まれる。使役犬として働く犬の群れと暮らしているうちに自然と犬の扱いに馴れ、"the dog boy"を意味する"El Perrero"と呼ばれた。13歳の時に柔道大会に行く途上で、ある大きな胸像の前に立ち、いつの日か「世界一のドッグトレーナーになる」と実母の前で宣言した。21歳の時に、英語が不得手なまま米国に密入国。初めは犬の美容室で働き、多くの攻撃的な犬を扱う。後に犬の訓練所 (the Pacific Point Canine Academy) を創設。続いて2002年、ロサンゼルス市南部に、大型犬を主に扱う「ドッグサイコロジーセンター」と呼ばれる2エーカー（8,100平方メートル）の施設を作った。その後2009年、ドッグサイコロジーセンターはさらに広い土地（43エーカー：174,000平方メートル）を求めて、ロサンゼルス郡サンタクラリタに引っ越す。
ミランはレッドゾーン（人に危険な犬や制御不能な犬）の問題犬を次々と訓練する。次第に手腕を認められ、著名人の飼う犬たちの問題を解決し一躍有名になった。例えばジェイダ・ピンケット＝スミス（ウィル・スミス夫人）が最初のクライアントであり支持者である。（ジェイダの運転手として働き、英語教師を付けてもらい1年間勉強した）
2000年に正式な居住者になり、2009年に米国市民となる。妻のイルージョンと1994年に結婚し、二人の息子、アンドレとカルビンを授かる。2010年に離婚。

## 訓練の概要
「犬をリハビリし、飼い主を訓練する」と述べ、問題犬の原因のほとんどは飼い主の行動と発するエネルギーにあるとする。飼い主が「穏やかで毅然としたエネルギー」で犬を扱えば、犬は穏やかで従順になると主張する。飼い主が恐怖・興奮・心配・弱気・いらいら・怒りといったマイナスの精神状態で接すると、犬は飼い主を群れのリーダーとは見なさないのだという。十分な運動をさせて犬のエネルギーを発散させ、明確なルール・境界・制限を定め、それを実践し、犬が穏やかで従順である時にのみ愛情を与えるように飼い主を指導する。
問題犬の飼い主は、犬の運動と規律（しつけ）が不足する中で愛情を与えることが多いが、飼い主が犬を満足させるために必要なものはまず運動、規律、それから愛情であり、その順序とバランスが大事だという。

### シーザー・ミランによる犬の問題行動に対する助言
- 過保護だったり犬に対して弱気・不安・緊張・恐怖心・怒りを持つ飼い主に対しては、穏やかで毅然とした態度を求める。
- 人間が群れを支配していない場合、犬が主導権を握ろうとする。それによって様々な問題行動が生じる。[4]
- 犬に占有物や支配圏を許している場合、物や場所の独占は決して許さないように改める[5]。
- 犬を飼い始めたら初日からルール・境界・制限を犬に対して態度で示さなければいけない。ルール・境界・制限がないと犬は支配的になったり、精神のバランスを失い何かに執着し始める[6]。そして様々な問題行動が生じる。
- 散歩が少なかったり運動量が少ない場合、犬が疲れる程度の十分な運動をさせる事を勧める[7]。
- 人と犬の絆の9割は散歩によって築かれる[5]。
- 散歩のため犬を連れて玄関を出る時、家に入る時の出入りの第一歩は犬が先になってはいけない。一度立ち止まって犬を落ち着かせ、第一歩は飼い主が先に踏み出す。また散歩を終えて家に帰る時も、飼い主を引っ張るような精神状態で家に入ってはいけない。一度立ち止まって犬を落ち着かせてから飼い主が先に家に入る。散歩の始め方と終わり方が最も大事である。[8]
- 散歩中のリードは短めに持ち、常にたるみを持たせる[4]。
- 散歩中は犬に飼い主の横か後ろを歩かせる。飼い主の前を歩かせてはいけない[注釈 3]。犬が興奮したら足のかかとを使って、わき腹の後部[注釈 4]をタッチして落ち着かせる[9]
- 散歩中に犬が周囲の対象物に気を取られたら、2秒以内にリードを横に引いて犬の意識をまっすぐ前に進むことに集中するように導く。
- 人や他の犬に対して吠えるなどの問題行動を起こしたら、指を使うか足のかかとを使ってタッチ（首付近、またはわき腹の後部を5本指で突く感じ[注釈 5]）し、犬の注意をそらして興奮を鎮める。
- 犬の興奮状態がひどい時は横たわらせて興奮状態を鎮める方法もあるが、一般の飼い主は屋内でのみ実行するに留めた方がよい。シーザーは散歩中など屋外でこの方法を行う場合は専門家の指導を受けて行うことを勧めている。[注釈 6]
- 犬が支配行動を示したら、目つき・耳の向き・尻尾の高さに注意し、すぐにタッチして警告する。犬が従順な状態の時は、耳は後ろを向き、頭は低く、尾も低い。
- 犬へ警告する場合、問題行動の兆候を見せたらリードを横に引くかタッチして瞬時に注意する[注釈 7]。タイミングが遅れると注意しても効果はない。犬は現在を生きているからである。
- 犬が興奮している場合、まず興奮状態を抑える。それから穏やかで毅然とした態度で明確に指示する。
- 犬の問題行動を叱る時に犬の名前を呼んで叱ってはいけない。名前を呼ばれると犬は名前と今の興奮、不安、緊張状態を関連づけてしまうので、「落ち着け」の意味だとは理解できなくなるからである。[12][13][14]
- 大声で叱るより、静かに訴える方が犬は言うことを聞く。動物は静かなエネルギーを好むからである。[15]
- 興奮、不安、緊張、何かに怯える恐怖心で不安定な状態の犬や知らない犬には、触らない、話しかけない、目を合わせない（気にかけないで無視する）[16][17]。
- 「触らない、話しかけない、目を合わせない」は犬の飼い主がリーダーシップを身に付けるために欠くことのできない基本的なテクニックである。このテクニックを実践すると次第に犬は飼い主を自分のリーダーとみなす様になる。そして犬がいい子にしている時だけ愛情を注ぐべきである。[注釈 8]
- 犬が興奮している時にえさを与えてはならない。穏やかで従順になってから与える。[18][19][20]
- 問題犬に対処する時、時には忍耐・根気が最強の武器となる[21][20]。
- 不安定な犬の不安や緊張や恐怖心を取り除くとき、諦めないことが大事。力を入れず、同情せず、リラックスする、そうして支えるのが（犬に対する）愛である。[22]
- 善意であっても過去にとらわれた同情心は犬に負のエネルギーを与える[23]。過去を引きずらないことが大事である。

### シーザー・ミランによる新たに犬を飼う人への助言
- 新たに犬を飼い始める時や犬と共に別の家に引越しをする際には、家の周りを散歩することによって犬との絆を築く。そして最初の段階で境界を示して飼い主がリーダーだと犬に教える。家に入るときは飼い主が先に入り、一旦、犬を入り口前で待たせてから、犬を招き入れる。この時の家への迎え方で犬の行動が決まる。最初から「くつろいでね」と自由を与えると犬はルールなどを守らなくなる。[24][25]
- 動物を調和させる時のカギになるのは、穏やかさとリラックスと根気強さである。時間を気にして慌ただしく犬を扱えば犬は落ち着かない。犬に留守番をさせる時は犬を落ち着かせ、完全に従順で静かな状態にしてから家を出るべきである。[26]

## TV番組『ザ･カリスマドッグトレーナー〜犬の気持ちわかります〜』
『ザ･カリスマドッグトレーナー〜犬の気持ちわかります〜』（原題「Dog Whisperer with Cesar Millan」）は、アメリカで2002年から2012年まで放映された、ナショナルジオグラフィックチャンネルの番組である。110カ国以上で放送され、米国では週1100万人が視聴した。シリーズはシーズン10まであり（2004年9月15日―2012年9月13日）、再放送の視聴率も高い。1時間番組で概ね3案件を扱う。2010年当時、米国では第7シーズンに突入し、シリーズ合計131のエピソードを放映。日本国内ではCS放送ナショナルジオグラフィックチャンネルなどで字幕版が放映されているが、日本語版DVDは未発売。

### 各エピソードの流れ
(1) 犬が引き起こす問題の紹介
他の人や犬に吠える、噛む、言うことを聞かない、暴れる、など。
(2) 飼い主との話し合い
犬の問題行動は飼い主が主原因のため、飼い主のカウンセリングを重視。心理状態・態度・エネルギーなどを観察・分析する。
(3) 犬の観察と訓練
常に「穏やかで毅然としたリーダー」として接する。軽症なら短時間で解決。深刻な状態であればリハビリ施設「ドッグサイコロジーセンター」へ収容して、群れの中で時間をかけてリハビリを行う。
(4）解決
エンディングは、取扱案件のその後を紹介、視聴者に一言アドバイスして終わる。

### ピットブル犬・ダディ
ミランがトレーニングした多くの犬の内の１頭であるダディ は、アメリカン・ピットブル・テリアで、彼のＴＶ番組シリーズの『ザ･カリスマドッグトレーナー〜犬の気持ちわかります〜』にミランの助手としてたびたび出演した。
ダディは穏やかな気性や、小さい犬への寛容さ、共感能力の大きさがあり、問題犬への対処方法を熟知した犬として知られていた。
彼、ダディはミランの右腕として問題犬のリハビリを助け2010年2月、16歳でこの世を去る。
ミランはダディが亡くなる2年前にダディの後継者を探した。近所の友人の元でブルー（灰色）のピットブルが8匹の子犬を産んだので、車にダディを乗せて訪ねた。ミランはその中から頭が大きく色の美しい子犬を選んでダディに見せたが、ダディはうなり声を出した。次に別の子犬ジュニアを見せると、ダディは子犬に鼻をくっつけてにおいを嗅いだ。そして尻尾を振りながらさっさと車に乗り込んだ。子犬はダディについて行った。こうしてダディ自身が後継者ジュニア を選ぶことになった。（ジュニアはダディの弟子として共に彼の気性を学んだ。）

## 発言
- 「犬の問題ではないのです。常に問題になるのは我々なのです。常に飼い主なのです。犬が健康に育ち、犬らしくあることのできる環境や境遇を作るのは我々の責任です。」[32]
- 「幸福になるために、（犬は）基本的にいい仕事を必要としたり、いい食べ物を必要としたり、頭を撫でられることも必要としています。アメリカでは犬に愛情を与えすぎで運動が不足している傾向があります。」[33]
- 「穏やかで毅然としてください。」
- 「母なる自然に逆らわない。」[34]
- 「子犬はまず鼻で世界を知り、次に目、耳を使います。」[35]
- 「犬には犬らしく鼻を使わせることが大切です。」[36]
- 「あなたがして欲しいことを言っても、（犬は）ことばの内容よりもあなたの内的エネルギー（不安や緊張感）を感じ取ります。」
- 「平和、リラックス、信頼、尊敬、それが私のゴールです。」
- 「犬の飼い主は犬からリーダーとして信頼され、また尊重されなければいけません。」
- 「犬の行動は、闘争、逃走、回避、服従。服従がゴールです。」
- 「人間は群れの不安定なリーダーに従う唯一の動物です[注釈 10]。」
- 「私の手に負えない犬はいません。私は犬をリハビリし、人々を訓練します。I am the dog whisperer.（私は犬の心がわかります）。」
- 「お前が悪いと指を指せば、3本の指は自分を向いている。」 (人差し指で犬を指すと、中指から小指は自分を指す)[37]
- 「犬が教えてくれるのは、毎日が今を生きるチャンスだということ。」[38]

## 主な出演番組
- 『ザ･カリスマドッグトレーナー〜犬の気持ちわかります〜』（原題 "Dog Whisperer with Cesar Millan" 189エピソード、2004年-2012年）
- 『ザ･カリスマドッグトレーナー〜自叙伝〜』（原題 "Cesar Millan: The Real Story" 2012年）
- 『ザ･カリスマドッグトレーナー〜犬の里親さがします〜』（原題 "Cesar Millan's Leader of the Pack" 12エピソード、2012年-2013年）
- 『シーザー・ミランの子犬トラブル』（原題 "Cesar Millan: Doggie Nightmares" 2013年）
- 『シーザー・ミランのピットブル・ストーリー』（原題 "Cesar Millan: Love My Pit Bull" 2014年）
- 『シーザー・ミランの愛犬レスキュー』（米国原題 "Cesar 911"、英国原題 "Cesar To The Rescue" 13エピソード、2014年-2016年）

## 製作に関わった番組
- 『シーザー・ミランの愛犬レスキュー』（米国原題 "Cesar 911"、13エピソード、2014年-2016年）
- Cesar Millan's Socialization （ビデオ・ドキュメンタリー、2014年）
- Mutt & Stuff （テレビシリーズ、15エピソード、2015年）
- Cesar Millan: Viva Las Vegas! （テレビ・ムービー、2015年）

## 著作

### 日本語訳
- 『ザ・カリスマ ドッグトレーナー シーザー・ミランの 犬が教えてくれる大切なこと』（原題："Cesar Millan's Lessons From the Pack: Stories of the Dogs Who Changed My Life"）メリッサ・ジョー・ペルティエ/共著、日経ナショナルジオグラフィック社、2017年8月。ISBN 978-4863133846。
- 『ザ・カリスマ ドッグトレーナー シーザー・ミランの犬と幸せ に暮らす方法55』（原題："Cesar Millan's Short Guide to a Happy Dog: 98 Essential Tips and Techniques"）シーザー・ミラン/著、日経ナショナルジオグラフィック社、2015年9月。ISBN 978-4863133174。
- 『あなたの犬は幸せですか』（原題："Cesar's Way: The Natural, Everyday Guide to Understanding and Correcting Common Dog Problems"）メリッサ・ジョー・ペルティエ/共著、講談社、2006年11月。ISBN 978-4062137294。

### 英語著作
- Cesar's Rules: Your Way to Train a Well-Behaved Dog （2010年）
- How to Raise the Perfect Dog: Through Puppyhood and Beyond （2009年）
- A Member of the Family: The Ultimate Guide to Living with a Happy, Healthy Dog （2008年）
- Be the Pack Leader: Use Cesar's Way to Transform Your Dog . . . and Your Life （2007年）